# La guerra nell'aria
La guerra nell'aria (The War in the Air) è un romanzo fantascientifico pubblicato nel 1908 di H. G. Wells. A parte gli elementi avveniristici, contiene lunghe considerazioni morali sull'utilità o meno delle guerre. Il romanzo descrive i possibili sviluppi strategici delle nuove scoperte aeronautiche e le catastrofiche conseguenze di aggressioni a sorpresa scatenate per prevenire lo sviluppo di flotte aeree da parte di potenziali avversari.
La prima edizione in italiano risale al 1909.

## Trama
Il protagonista, Bert, è un giovane inglese con la passione per le nuove tecnologie. L'epoca descritta è un inizio secolo lanciato alla conquista del segreto del volo ma, almeno apparentemente senza successo. Bert per un caso viene trascinato in aria su un pallone aerostatico contenente i progetti di una innovativa macchina volante e sempre accidentalmente precipita rovinosamente in Germania, in un campo militare. Proprio qui stanno terminando i preparativi per la conquista aerea dell'America, guidata dal sanguinario principe Karl Albert. Scambiato per l'autore dei progetti contenuti nella mongolfiera, con il quale erano già in corso trattative per l'acquisto dell'invenzione, Bert viene imbarcato sull'enorme aeronave ammiraglia, la Vaterland. Scoperto l'equivoco il giovane rimarrà a bordo della Vaterland e assisterà dall'alto alle prime sanguinose battaglie aeree della storia dell'umanità, per poi dare un contributo formidabile col divulgare i piani costruttivi dell'innovativa macchina volante.
Nessun Paese riesce a vincere e tutto il pianeta sprofonda in una guerra interminabile che causa il collasso della civiltà e il ritorno a un evo barbarico.

## Edizioni
- H. G. Wells, La guerra nell'aria, traduzione di Irma Rios, I Migliori e Più Recenti Romanzi Stranieri, Fratelli Treves Editori, 1909.
- H. G. Wells, La guerra nell'aria, traduzione di Irma Rios, Fratelli Melita Editori, 1911.
- H. G. Wells, La guerra nell'aria, traduzione di [Irma Rios], vol. I, Scrittori Stranieri Moderni, Fratelli Treves Editori, 1930.
- H. G. Wells, La guerra nell'aria, traduzione di [Irma Rios], vol. II, Scrittori Stranieri Moderni, Fratelli Treves Editori, 1930.
- H. G. Wells, La guerra nell'aria, traduzione di Pinin Carpi, Garzanti per Tutti n.79, Garzanti, 1966.
- H. G. Wells, La guerra nell'aria, collana Avventure di fantascienza, traduzione di Mary Corsani, I Grandi Scrittori di Ogni Paese, Mursia, 1966.
- H. G. Wells, La guerra nell'aria, collana La guerra nell'aria e altre avventure di fantascienza, traduzione di Mary Corsani, I Grandi Scrittori di Ogni Paese, Mursia, 1981.
- H. G. Wells, La guerra nell'aria, traduzione di Mary Corsani, I Classici GUM, Mursia, 2005, ISBN 88-425-3555-9.